# Sant Andreu d'Angostrina
|  | Aquest article tracta sobre l'església antiga. Vegeu-ne altres significats a «Sant Andreu d'Angostrina (església nova)». |

Sant Andreu d'Angostrina és l'església antigament parroquial, romànica del poble d'Angostrina, pertanyent a la comuna d'Angostrina i Vilanova de les Escaldes, de l'Alta Cerdanya, a la Catalunya del Nord.

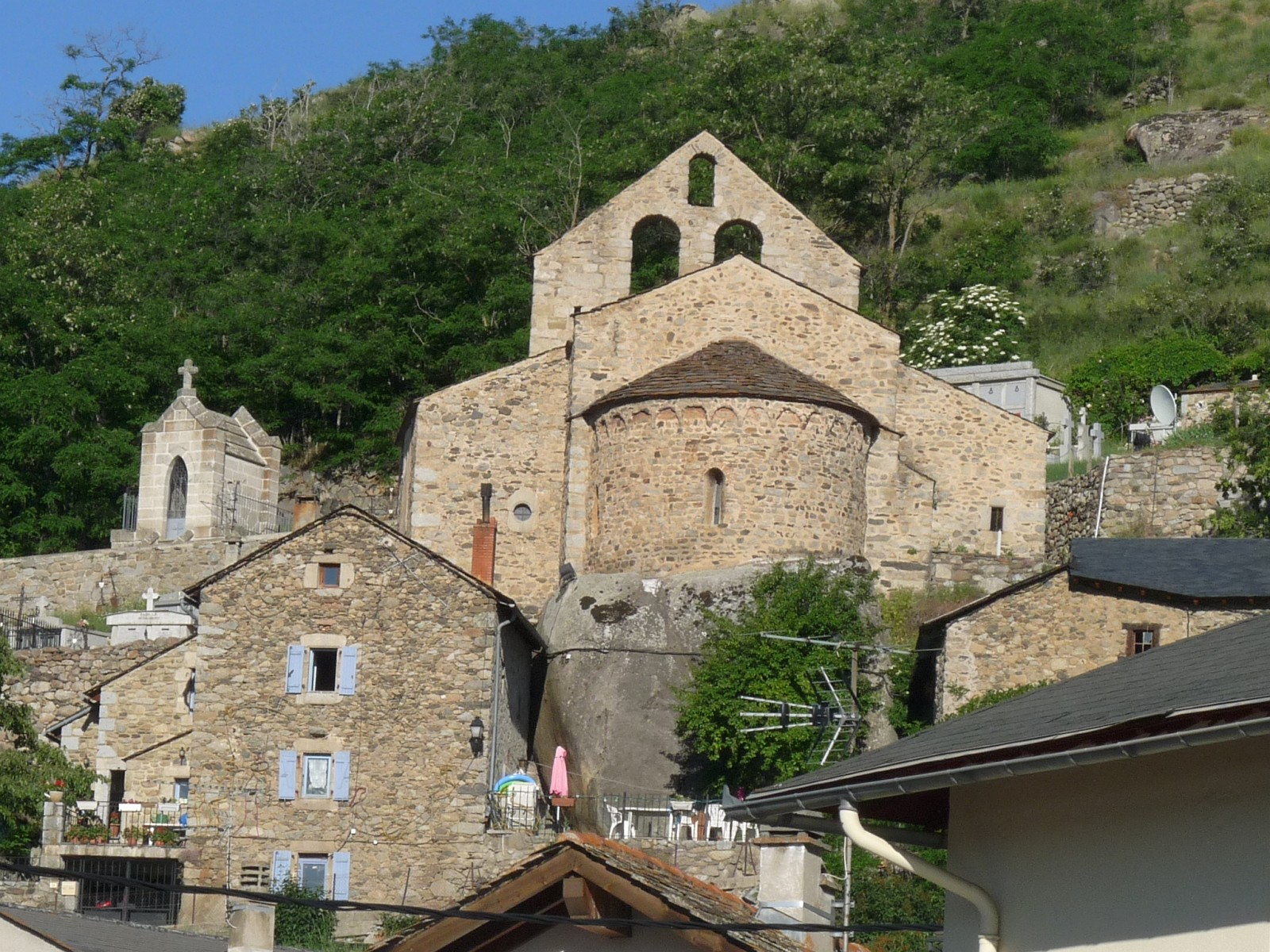
L'església, des de llevant

Es troba enmig del cementiri, al capdamunt del poble d'Angostrina, a ponent del poble. No s'ha de confondre amb l'església neogòtica del mateix nom, erigida el 1889 al centre de la vila.

## Història

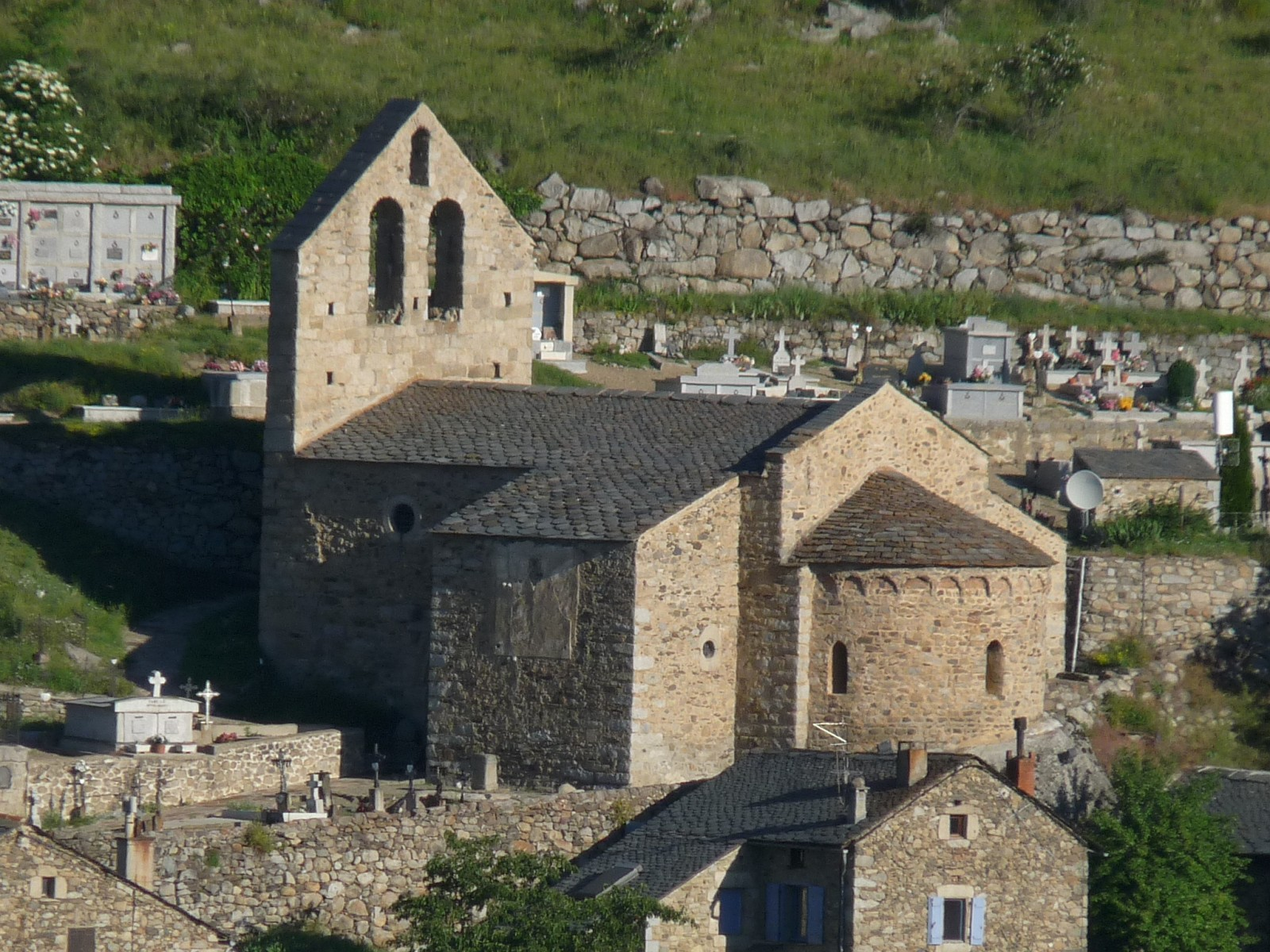
L'església des del sud-est

L'església és esmentada per primer cop a l'acta de consagració de la catedral d'Urgell, al segle x. L'edifici és del segle xii, però la capçalera és del segle xi i hi ha dues capelles laterals afegides al segle xviii.
Va ser protegida com a monument històric el 21 de desembre del 1954.

## Descripció

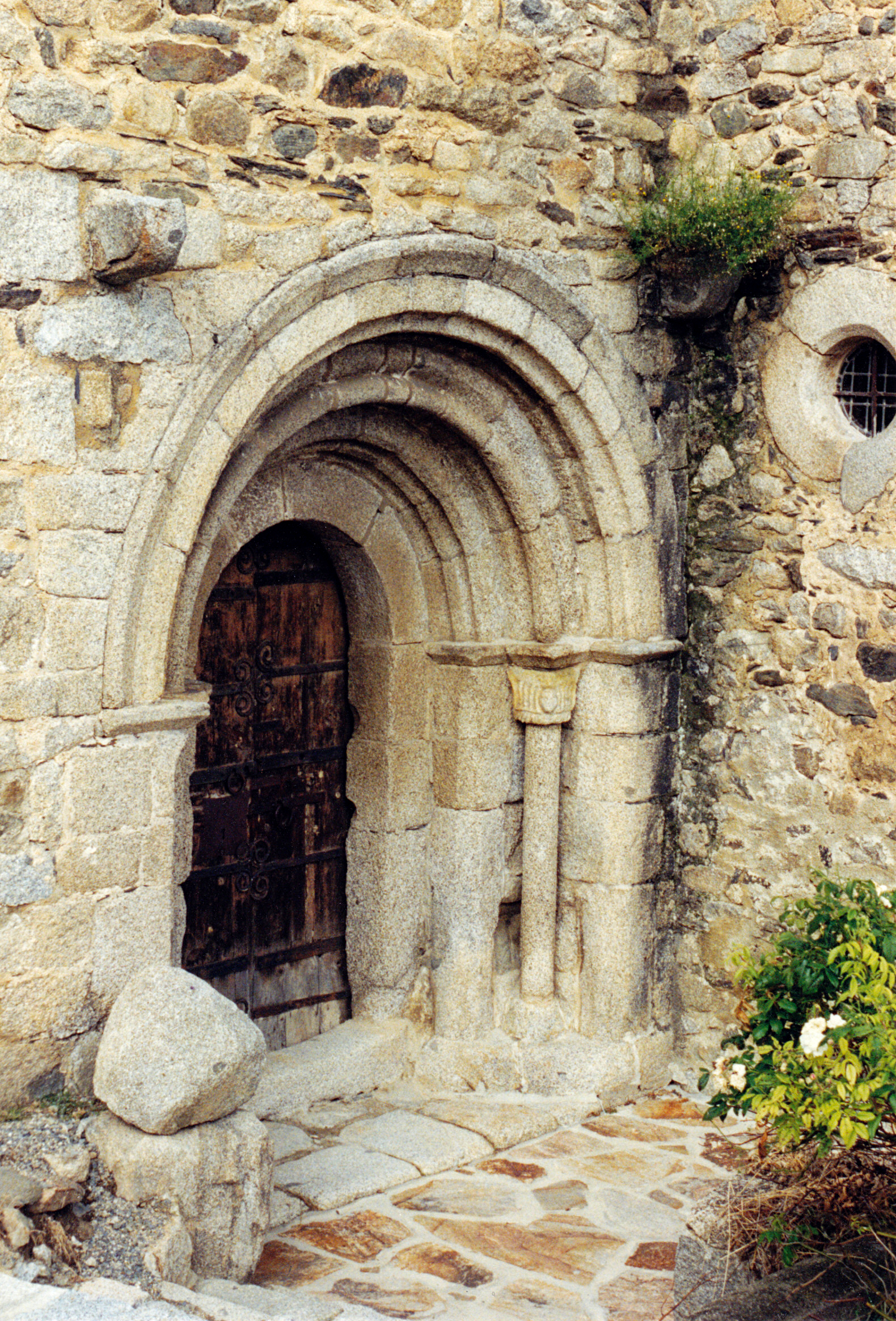
El portal, a migdia

Té una única nau, una capçalera semicircular i un campanar de cadireta. La capçalera, a l'est, es compon d'un únic absis guarnit amb arcuacions llombardes.
A la façana meridional hi ha un portal amb arc de mig punt enquadrat per columnes amb capitells esculpits i quatre arquivoltes. La decoració dels capitells és molt senzilla, amb rostres esculpits emmarcats per ratlles verticals incises. La primera i la tercera arquivolta presenten dovelles bisellades, i la segona és ornamentada amb una motllura cilíndrica.

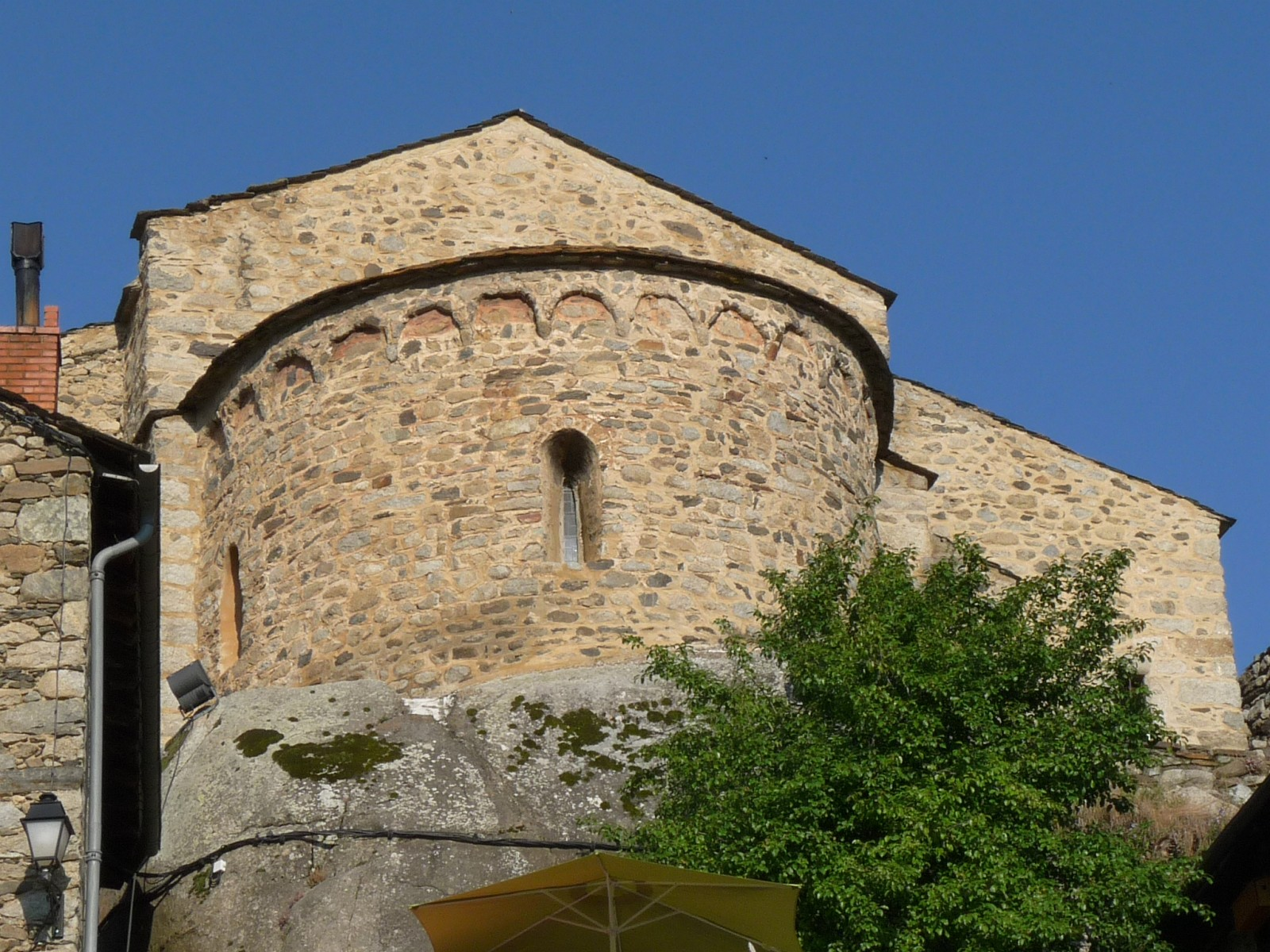
Capçalera de l'església

El campanar de cadireta té tres ulls, de manera semblant al de Sant Fruitós de Llo, Sant Romà de Càldegues i la capella la Mare de Déu de Bell-lloc.
A l'absis hi ha frescos, del segle xiii, amb el Sant Sopar, els mesos de l'any · . i el Crist en majestat.
A l'església s'hi guardava una talla romànica policromada d'un Crist crucificat, que va ser robada el 1976.